# Солидарная ответственность
Солида́рная отве́тственность — один из видов гражданско-правовой ответственности должников.
Солидарная ответственность возникает при неделимости предмета обязательства, совместном причинении вреда и так далее и представляет собой совместную ответственность группы лиц, принявших на себя обязательство.

## История
При солидарной ответственности кредитор вправе предъявить требование об исполнении, а следовательно, и об ответственности, как ко всем должникам совместно, так и к любому из них в отдельности, притом как полностью, так и в части долга. Кредитор, не получивший полного удовлетворения от одного из солидарных должников, имеет право требовать недополученное от остальных солидарных должников. Если кредитор предъявляет требование к одному из должников, остальные должники несут перед должником, удовлетворившим требование кредитора, ответственность в равных долях, если иное не установлено законом или договором.
Сторона, выплатившая сумму, превышающую долю ответственности такой стороны, имеет право регрессного требования к другим сторонам.
В некоторых случаях солидарная ответственность предусмотрена, когда в договоре не установлено иное. Так, по договору поручительства должник и поручитель отвечают перед кредитором как солидарные должники, если иное не предусмотрено договором поручительства. Стороны такого договора могут установить иную ответственность.

## Английское право
Общая система права, как и континентальная, признает и солидарную ответственность, и право регрессного требования солидарного должника.